# Forget (Saskatchewan)
Forget est une communauté située dans la province de la Saskatchewan, dans le sud-est.